# プロテウス属
プロテウス属(Genus Proteus)とは腸内細菌科に含まれるグラム陰性桿菌の一属。

## 概要
プロテウス属は腸内細菌科に属する細菌で、ヒトや動物の腸に常在する。常在菌であるが日和見感染として院内感染においてしばしば分離される。リケッチア症の患者の血清と特異的な凝集反応をおこし、これはワイル・フェリックス反応と呼ばれて血清診断として利用されている。